# Spichlerz w Stolarzowicach
Spichlerz w Stolarzowicach – spichlerz w Bytomiu, w dzielnicy Stolarzowice, wpisany do rejestru zabytków nieruchomych województwa śląskiego.

## Historia
Budynek wzniesiono przy dworze, który postawiono w XVIII wieku. W 1945 roku dwór przekształcono w wielorodzinny budynek mieszkalny, a jego cechy stylowe uległy zatarciu. Spichlerz wraz z otoczeniem został w 1966 roku wpisany do wojewódzkiego rejestru zabytków nieruchomych. 

## Architektura
Wokół budynku znajduje się dwór z małym ogrodem oraz dworskie zabudowania, w tym obora i kuźnia.